# Ceratozetes lagrecai
Ceratozetes lagrecai är en kvalsterart som beskrevs av Bernini 1973. Ceratozetes lagrecai ingår i släktet Ceratozetes och familjen Ceratozetidae. Inga underarter finns listade i Catalogue of Life.